# アイ・ウォナ・ノウ
「アイ・ウォナ・ノウ」 (I Want to Know What Love Is) は、イギリス人・アメリカ人のロックバンド、フォリナーが1984年に収録したパワーバラード。イギリスとアメリカの両国で1位を獲得し、フォリナーの最も大きなヒット曲となった。現在でもバンドで最も有名な曲の1つで、2000年、2001年、2002年に、ビルボードのホット・アダルト・コンテンポラリー・リカレントチャートで、最も永続的に流されているラジオヒットの25位となった。

## 解説
この曲では、ミック・ジョーンズによって作曲・構成され、ルー・グラムはクレジットされなかった。ただし、グラムが2009年のインタビューで語ったところによれば、グラムも曲作りに貢献したが、印税の配分を巡ってジョーンズが自分の取り分を95%と主張し、それに対してグラムはジョーンズが60%で自分が40%と主張し、最終的に折り合いが付かず、グラムはジョーンズに「だったら何もいらないよ」と言い放ったという。ジョーンズとアレックス・サドキンがプロデュースした「アイ・ウォナ・ノウ」は、フォリナーの1984年のアルバム『プロヴォカトゥール』からの最初のシングルとなった。曲のコーラスは、GMWAの加わったニュージャージー・ミサ聖歌隊、『ドリームガールズ』のスター、ジェニファー・ホリデイやトンプソン・ツインズによる。曲のミュージックビデオにも聖歌隊が登場する。
「アイ・ウォナ・ノウ」は、全英シングルチャートで1985年1月15日に1位に達し、バンド・エイドの「ドゥ・ゼイ・ノウ・イッツ・クリスマス」を抜いて、3週間トップとなった。1985年初旬のBillboard Hot 100では、マドンナのロングラン「ライク・ア・ヴァージン」から1位の座を奪い、歴史を作った。この曲は、フォリナーの最初で唯一の、両国でポップチャート1位となった曲であり、アメリカでは、メインストリーム・ロックで4週間1位、アダルト・コンテンポラリー・ラジオヒッツで1週間1位となった。また、この曲は、バンドのメインストリーム・ロックで1位となった4曲のシングルのうち、3番目の曲でもある。オーストラリアでは5週間1位となり、カナダ、ノルウェー、スウェーデンでは1位に、スイス、南アフリカでは最高2位となった。
この曲は、批評家から積極的な評価を受け、オールミュージックのブレット・アダムズは、次のように書いた。「なぜこの曲がフォリナーの最初のナンバー1シングルとなったのか、確かめるのは難しいことではない。その幻想的で催眠術のような感覚は、ルー・グラムの感動的なリードヴォーカルとニュージャージー・ミサ聖歌隊のコーラスによるものだ」
2004年、「アイ・ウォナ・ノウ」は、ローリング・ストーンのオールタイム・グレイテスト・ソング500で476位となった。2006年、VH1の番組「80年代のトップ100曲」では65位となった。
12インチ盤シングルでは、6:23と少し長くなっている。このバージョンは、少し長めのイントロを含んでおり、ヴォーカル・コーラス、フェードアウト・エンディングが延長されている。このシングルのB面である「ストリート・サンダー (マラソンのテーマ)」は、「第24回オリンピックオフィシャルミュージック - ロサンゼルス1984」でのインストゥルメンタルトラックとして登場し、後にバンドの2枚組コンピレーション「ジュークボックス・ヒーローズ：フォリナー・アンソロジー」 (2000年) に収録された。
フォリナーのシングルがチャート1位となった後、ニュージャージー・ミサ聖歌隊は、同名のアルバム『アイ・ウォナ・ノウ』でこの曲の異なったバージョンをリリースした。この聖歌隊のシングルは、ホット・ダンスミュージック/マキシ・シングルス・セールスチャートで最高37位となった。
フォリナーの曲は、ビルボードにより、1985年のHot 100シングルで4位にランクされた。これは、アメリカでバンドの4番目となるゴールドシングルであり、イギリスでは最初で唯一のゴールドシングルとなった。

## シングル
この曲は世界中で大ヒットし、アメリカやイギリスを含む多くの国で1位となった。
| チャート (1984/1985)                                | 最高 順位 |
| --------------------------------------------------- | --------- |
| オーストラリア (ARIA)                               | 1         |
| オーストリア (Ö3 Austria Top 40)                    | 7         |
| ベルギー (Ultratop 50 Flanders)                     | 6         |
| カナダ (Canadian Hot 100)                           | 1         |
| フランス (SNEP)                                     | 18        |
| ドイツ (GfK Entertainment charts)                   | 3         |
| アイルランド (IRMA)                                 | 1         |
| イタリア (FIMI)                                     | 25        |
| オランダ (Dutch Top 40)                             | 6         |
| ニュージーランド (Recorded Music NZ)                | 1         |
| ノルウェー (VG-lista)                               | 1         |
| スペイン (AFYVE)                                    | 8         |
| スウェーデン (Sverigetopplistan)                    | 1         |
| スイス (Schweizer Hitparade)                        | 2         |
| UK シングルス (OCC)                                 | 1         |
| US Billboard Hot 100                                | 1         |
| US メインストリーム・ロック・トラックス (Billboard) | 1         |
| US Adult Contemporary (Billboard)                   | 3         |
| US Hot R&B/Hip-Hop Songs (Billboard)                | 40        |

| 国/地域                                             | 認定     | 認定/売上数 |
| --------------------------------------------------- | -------- | ----------- |
| イギリス (BPI)                                      | Gold     | 500,000^    |
| アメリカ合衆国 (RIAA)                               | Platinum | 2,000,000^  |
| * 認定のみに基づく売上数 ^ 認定のみに基づく出荷枚数 |          |             |

## マライア・キャリーのバージョン
マライア・キャリーによるカバー・バージョンはマライアの12枚目のスタジオ・アルバム『メモワール』から2枚目のシングルとしてリリースされた。
ブラジルのラジオエアプレイチャートでは27週連続首位獲得の快挙を達成した。

## 他のバージョン
- ニュージャージー・ミサ聖歌隊
- ティナ・アリーナ (1998年)
- ワイノナ・ジャッド (2004年)
- ローラ・ブラニガン&ジョン・ファーナム (1986年)
- シャドウズ (1987年)
- レジーン・ベラスケス (1996年)
- wink（(1993年11月26日作品アルバムBRUNCH収録、「三日月の夜の小鳥たち」)